# Saint-Aimé
Pour les articles homonymes, voir Aimé.
Saint-Aimé est une municipalité dans la municipalité régionale de comté Pierre-De Saurel au Québec, située dans la région administrative de la Montérégie.

## Toponymie
Son nom évoque la mémoire du seigneur Gaspard-Aimé Massue (Varennes, 1812 - Saint-Aimé, 1875).

## Histoire
Le 4 avril 2009, celle-ci changea son statut de municipalité de paroisse pour celui de municipalité.

## Géographie
La rivière Saint-Louis traverse l'ouest de la municipalité du sud au nord.
La rivière Yamaska en délimite le sud-est puis coule vers le nord où elle délimite l'est de Massueville, qui est enclavée dans Saint-Aimé, puis délimite le nord-est de la municipalité. 

## Démographie
| 1991 | 1996 | 2001 | 2006 | 2011 | 2016 | 2021 |
| ---- | ---- | ---- | ---- | ---- | ---- | ---- |
| 591  | 560  | 531  | 523  | 505  | 461  | 405  |

## Administration
Les élections municipales se font en bloc pour le maire et les six conseillers. Fait saillant, l'hôtel de ville de Saint-Aimé se trouve en fait sur le territoire de la ville de Massueville, que cette première entoure.
| Saint-Aimé Maires depuis 2001                                                                                        |                |         |          |
| Élection | Maire          | Qualité | Résultat |
| 2001 | Louis Hemmings |         | Voir     |
| 2005 | Louis Hemmings | Voir    |          |
| 2009 | Maria Libert   |         | Voir     |
| 2013 | Maria Libert   | Voir    |          |
| 2017 | Denis Benoit   |         | Voir     |
| 2021 | Denis Benoit   | Voir    |          |
| Élection partielle en italique Depuis 2005, les élections sont simultanées dans toutes les municipalités québécoises |                |         |          |